# Denso
DENSO Corporation (株式会社デンソー, Kabushiki-gaisha Densō) is een Japans bedrijf gespecialiseerd in de productie en ontwikkeling van auto-onderdelen. Het hoofdkwartier bevindt zich in de stad Kariya in de prefectuur Aichi, Japan.

## Activiteiten
DENSO is een ontwerper en producent van automobielcomponenten. Veel van deze onderdelen en systemen worden ontwikkeld in nauwe samenwerking met de automobielproducenten. DENSO is wereldwijd actief in meer dan 35 landen en telt zo'n 170.000 werknemers (2020). Toyota is de belangrijkste klant van DENSO en deze neemt ongeveer de helft van alle producten af. Alle belangrijke Japanse en westerse automobielfabrikanten zijn klant bij DENSO.
Het hoofdkantoor staat in Japan en vanuit hier stuurt het management de bedrijfsonderdelen aan in Europa, Noord-, Midden- en Zuid-Amerika, Azië en Australië.

## Geschiedenis
DENSO werd op 16 december 1949 opgericht als Nippondenso Co. Ltd. (日本電装株式会社, Nippon Densō Kabushiki-gaisha). Het bedrijf vormt een onderdeel van de Toyota-groep. Oorspronkelijk vervaardigde DENSO elektronische componenten als een onderdeel van de Toyota Motor Corporation. DENSO werd van Toyota afgesplitst na de Tweede Wereldoorlog toen de Japanse oorlogsmachine werd ontmanteld. In de jaren hierop volgend groeide DENSO uit tot de nummer twee van toeleveranciers in de auto-industrie. De grootste concurrent is Bosch.

## DENSO Europe B.V. / DENSO International Europe B.V.
DENSO Europe B.V. is een Europees dochterbedrijf van DENSO Corporation. In 1973 opende DENSO haar hoofdkantoor in Weesp en begon met de levering en productie van auto-onderdelen op de Europese markt. Daarnaast levert DENSO robots, barcodescanners, mobiele airconditioning units en aircosystemen voor bussen. DENSO Europe is aanwezig in 14 landen en heeft meer dan 14.000 werknemers.

## Trivia
- DENSO (DENSO-WAVE) hielp bij de ontwikkeling van de QR-code